# Alfred Cortot
Alfred Denis Cortot (n. 26 septembrie 1877, Nyon, cantonul Vaud, Elveția – d. 15 iunie 1962, Lausanne, cantonul Vaud, Elveția) a fost un pianist și dirijor franco-elvețian. A fost unul dintre cei mai populari muzicieni ai secolului al XX-lea, bine cunoscut în special pentru înțelegerea poeziei muzicii romantice pentru pian, în mod deosebit a lui Chopin și a lui Schumann.